# 10185 Gaudi
10185 Gaudi eller 1996 HD21 är en asteroid i huvudbältet som upptäcktes den 18 april 1996 av den belgiske astronomen Eric W. Elst vid La Silla-observatoriet. Den är uppkallad efter arkitekten Antoni Gaudí.